# Kościół kapucynów w Wiedniu
Kościół kapucynów (niem. Kapuzinerkirche) – rzymskokatolicka świątynia na wiedeńskim placu Neuer Markt, założonym w połowie XIII wieku jako miejsce handlu zbożem i mąką. Z biegiem czasu zabudowano go patrycjuszowskimi kamienicami, a pośrodku stanęła barokowa fontanna Donner-Brunnen (Fontanna Opatrzności). Na tle bogatego wystroju placu wyróżnia się skromny kościół kapucynów wybudowany w XVII wieku.
Podlega parafii św. Augustyna w archidiecezji wiedeńskiej.

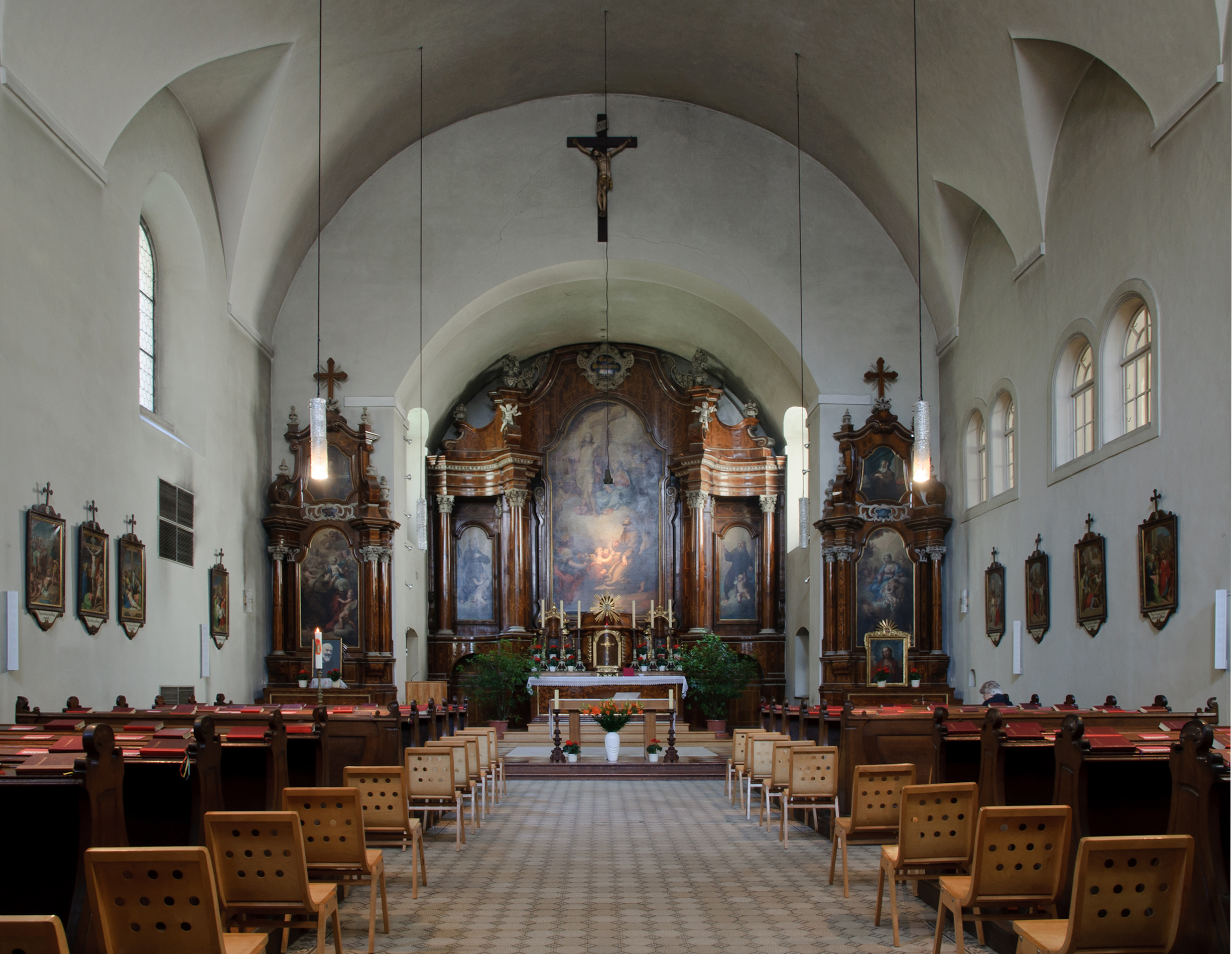
Wnętrze kościoła

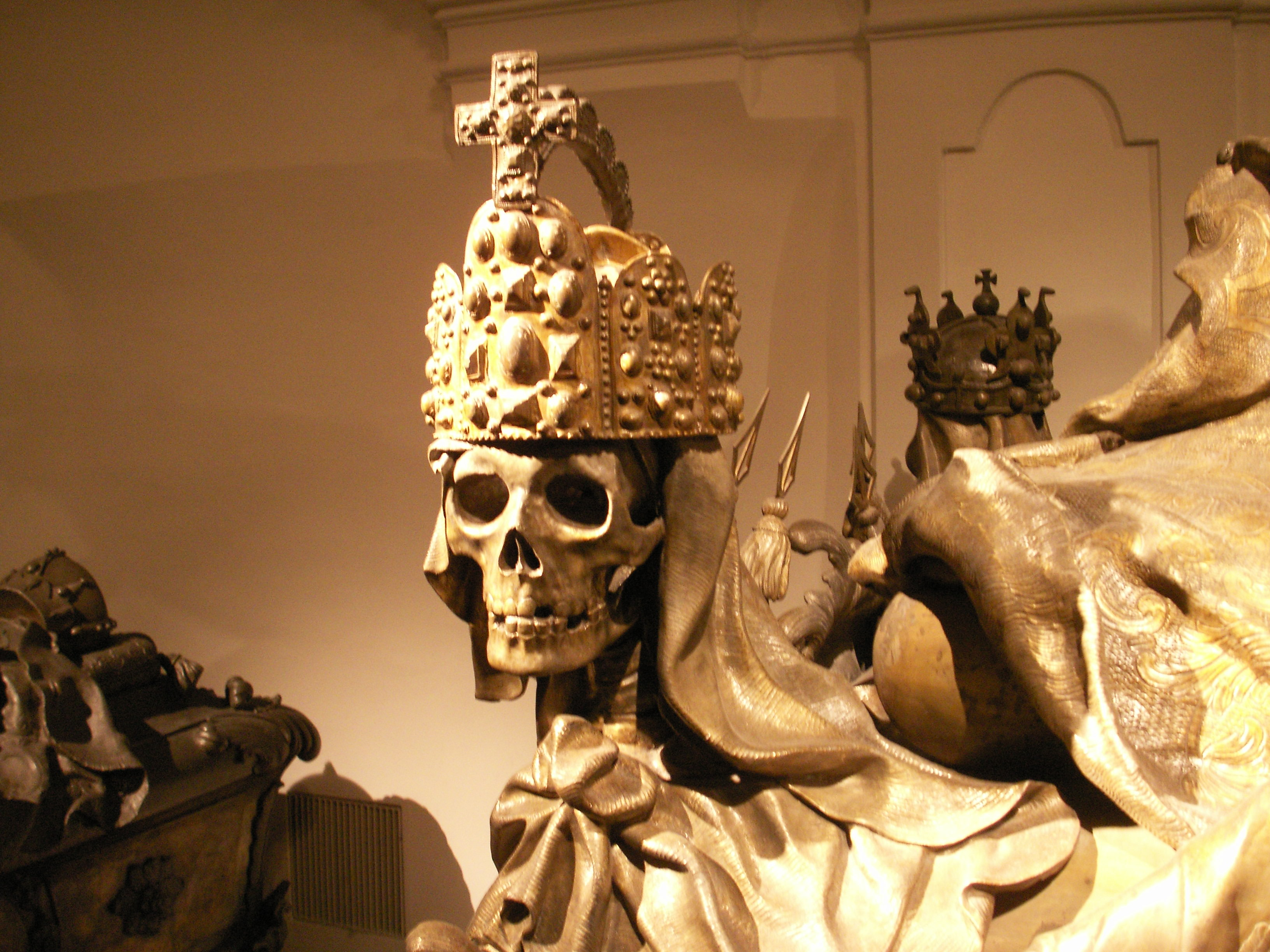
Fragment sarkofagu Karola VI

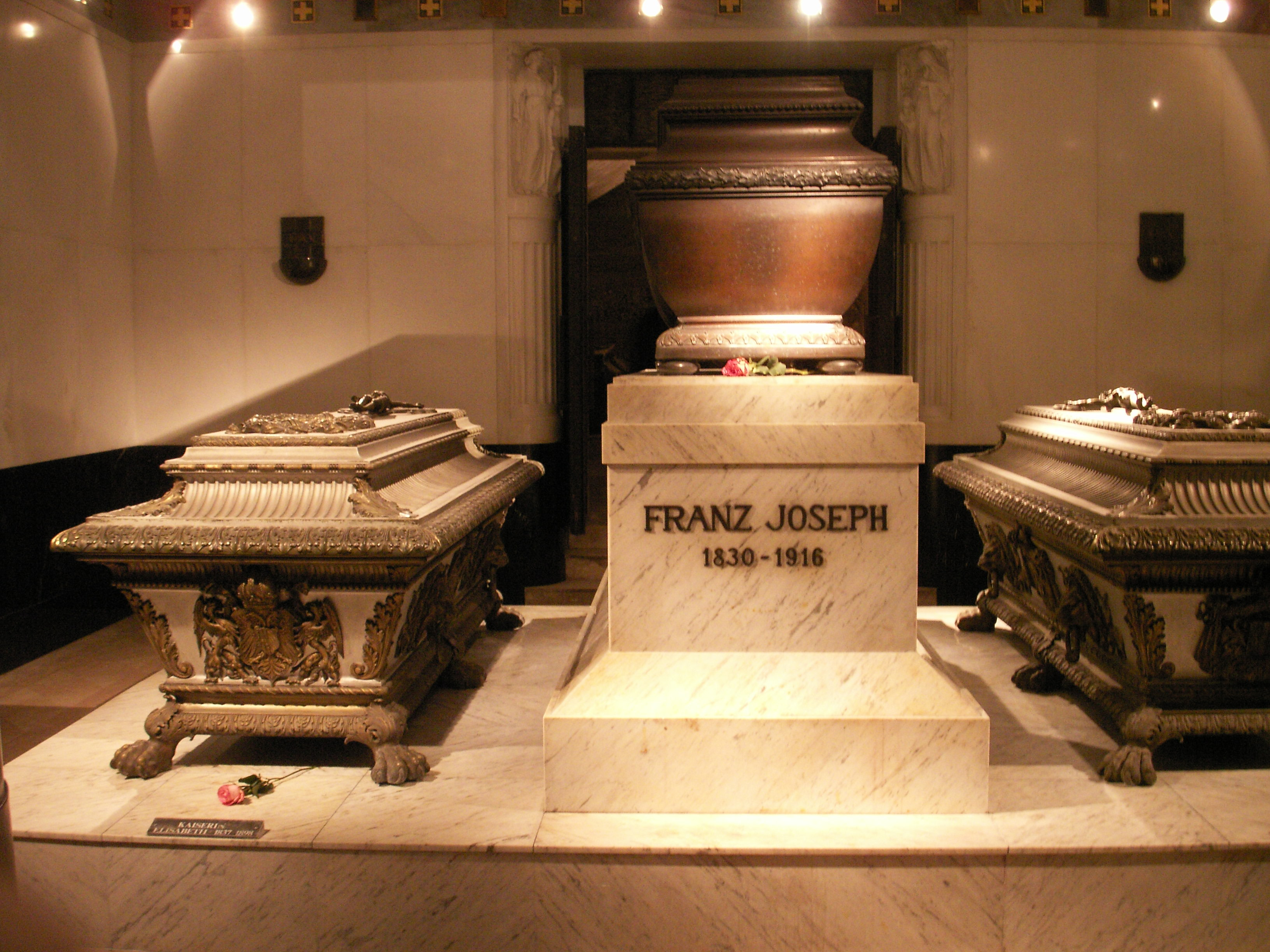
Sarkofag Franciszka Józefa I pomiędzy sarkofagami jego żony i syna arcyksięcia Rudolfa

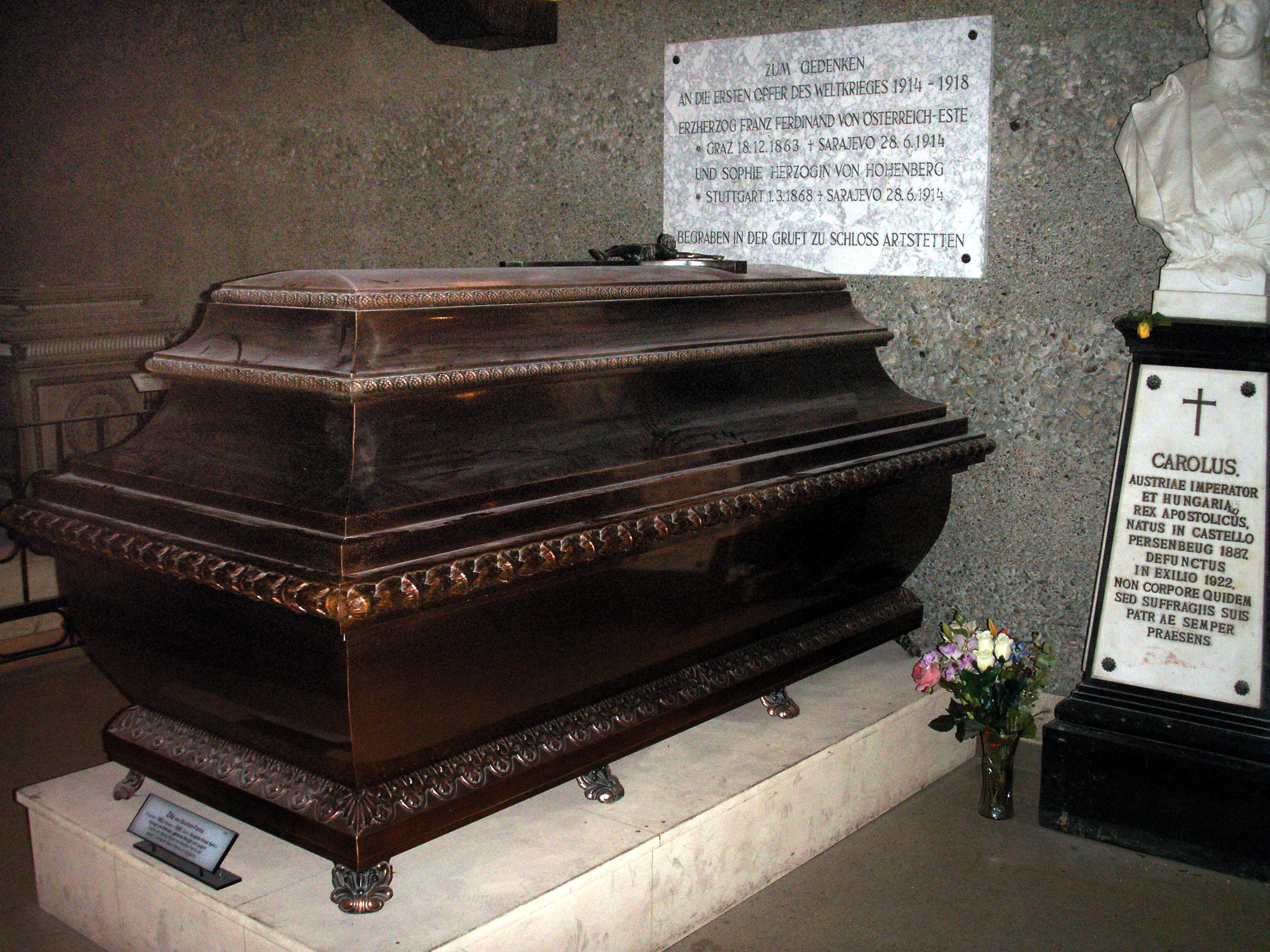
Sarkofag cesarzowej Zyty

## Krypta Cesarska
W jego podziemiach znajduje się Kaisergruft (Krypta Cesarska), w której spoczywają Habsburgowie począwszy od 1633 roku. W dziesięciu pomieszczeniach mieści się 146 sarkofagów, reprezentujących zmienne cechy architektoniczne, od najbogatszych do skromnych. Do pierwszych zalicza się sarkofagi Marii Teresy i Franciszka Lotaryńskiego, pełne rokokowych ozdób i symboli, natomiast sarkofag ich syna Józefa II jest bardzo prosty (zgodnie z życzeniem samego cesarza).
Cesarze pochowani w krypcie:
1. cesarz Maciej Habsburg
2. cesarz Ferdynand III Habsburg
3. cesarz Leopold I Habsburg
4. cesarz Józef I Habsburg
5. cesarz Karol VI Habsburg
6. cesarz Franciszek I Lotaryński
7. cesarz Józef II Habsburg
8. cesarz Leopold II Habsburg
9. cesarz Franciszek II Habsburg
10. cesarz Ferdynand I Habsburg
11. arcyksiążę Maksymilian I Habsburg, cesarz Meksyku
12. cesarz Franciszek Józef I

Cesarzowe pochowane w krypcie:
1. cesarzowa Anna Tyrolska, małżonka Macieja
2. cesarzowa Maria Anna Habsburg, pierwsza żona Ferdynanda III
3. cesarzowa Maria Leopoldyna Habsburg, druga żona Ferdynanda III
4. cesarzowa Eleonora Gonzaga, trzecia żona Ferdynanda III
5. cesarzowa Małgorzata Teresa Habsburg, pierwsza żona Leopolda I
6. cesarzowa Eleonora Magdalena von Pfalz-Neuburg, trzecia żona Leopolda I
7. cesarzowa Elżbieta Krystyna von Braunschweig-Wolfenbüttel, pierwsza żona Karola VI
8. cesarzowa Maria Teresa Habsburg
9. arcyksiężna Izabela Maria Burbon-Parmeńska, pierwsza żona Józefa II
10. cesarzowa Maria Józefa Antonina Wittelsbach, druga żona Józefa II
11. arcyksiężna Elżbieta Wilhelmina Wirtemberska, pierwsza żona Franciszka II
12. cesarzowa Maria Teresa Burbon-Sycylijska, druga żona Franciszka II
13. cesarzowa Maria Ludwika Habsburg-Este, trzecia żona Franciszka II
14. cesarzowa Karolina Augusta Wittelsbach, czwarta żona Franciszka II
15. arcyksiężniczka Maria Ludwika Habsburg, cesarzowa Francuzów
16. cesarzowa Maria Anna Sabaudzka, małżonka Ferdynanda I
17. cesarzowa Elżbieta Bawarska, małżonka Franciszka Józefa I
18. Cesarzowa Zyta Parmeńska, małżonka Karola I

W krypcie znajdują się również serca: cesarzowej Klaudii Felicyty Habsburg i Wilhelminy Amalii Brunszwickiej, pochowane w innym miejscu.

## Polonika

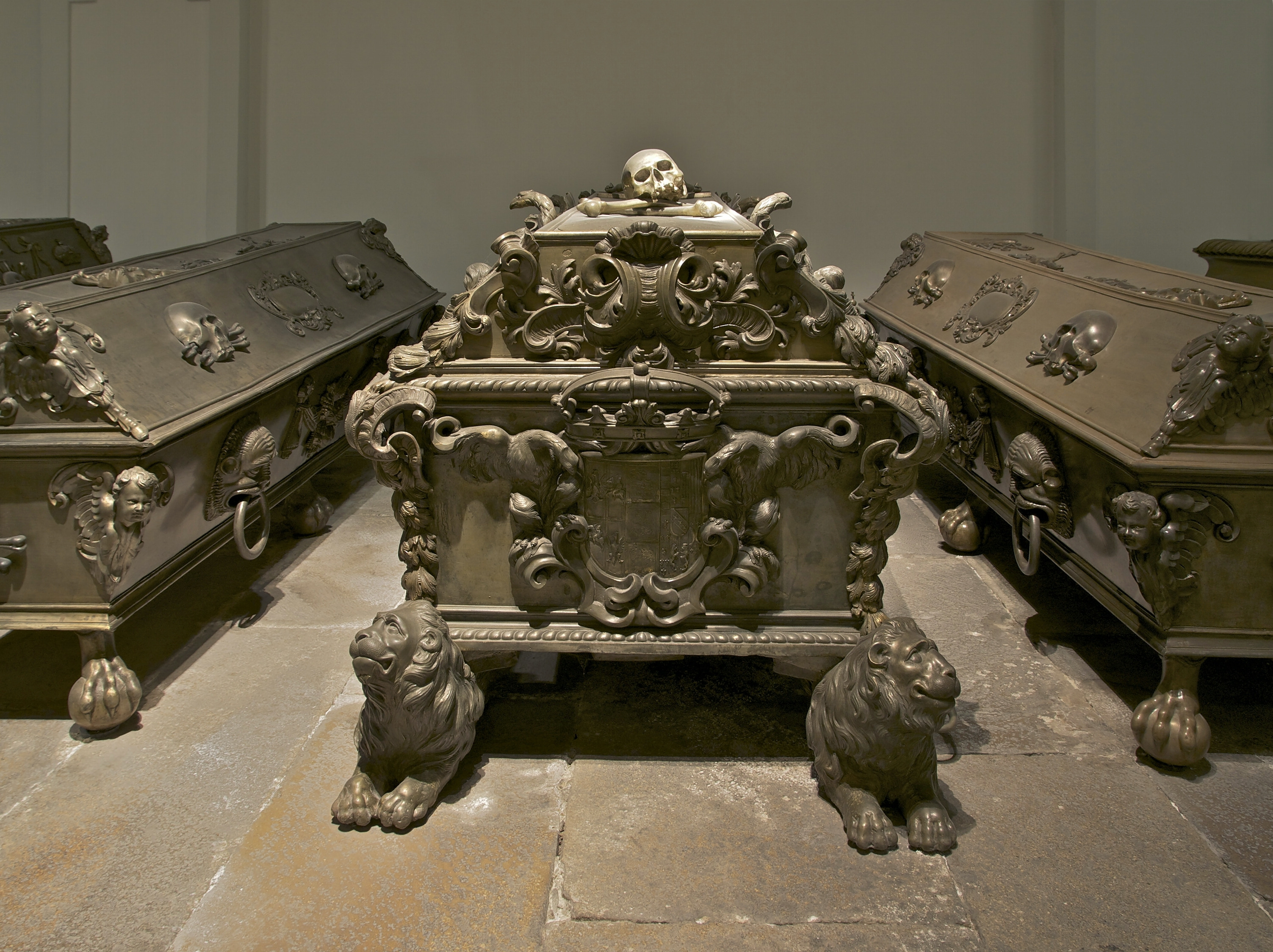
Sarkofag polskiej królowej Eleonory

- W kościele pochowano królową Polski Eleonorę Marię (Eleonorę Habsburżankę), żonę króla Michała Korybuta Wiśniowieckiego. Sarkofag królowej mieści się w pierwszej krypcie zwanej kryptą Leopolda jako trzeci od wejścia. Zdobi go kartusz z herbem Rzeczypospolitej.
- W kościele spoczęło także serce Stanisława Potockiego – polskiego szlachcica, starosty halickiego i kołomyjskiego, rotmistrza i pułkownika jazdy.
- Tablica upamiętniająca 2. pułk ułanów z polskim napisem „Nie dajmy się”.
- Tablica upamiętniająca polskich żołnierzy z 13. pułku ułanów poległych w czasie I wojny światowej pod Rymanowem, Litynią, Chreniowem, Burczycami, Krzemieńcem, Korytnicą.